# Oliver Lines
Oliver Lines (Leeds, 16 juni 1995) is een Engels professioneel snookerspeler. Zijn beste resultaat boekte hij op de Turkish Masters 2022. Hij bereikte de kwartfinale nadat hij onder meer Yan Bingtao had uitgeschakeld. Bij de laatste 16 plaatste Lines zich op het UK Championship 2016 en de Indian Open van 2016 en 2019.